# 巴別250
《巴別250》是韓國tvN于2016年播出的綜藝節目，製作組邀請不會說韓語或未曾來過韓國的來賓出演，透過聚集於在韓國南海的“多lang異”村共同生活，開始瞭解韓國的點點滴滴，屬於真人秀綜藝節目。

## 節目名稱來源
- 巴別(Babel)：即巴比倫塔，指聖經中人類建的塔的名字。
- 250：指全世界使用人數超過一百萬人的語言有250種。
- 整體節目名稱源於：神憤怒於人類無止境的慾望，所以把人類語言拆分了數千種，是人們無法互相溝通，這座塔就無法建成。

## 來賓
| 集數 | 播放日期      | 來賓                                                        |
| ---- | ------------- | ----------------------------------------------------------- |
| 1    | 2016年7月11日 | 李己雨                                                      |
| 2    | 2016年7月18日 | 李己雨、Tanon、Nicolas、Michelle、Matheus、安吉丽娜、陳琳。 |
| 3    | 2016年7月25日 | 李己雨、Tanon、Nicolas、Michelle、Matheus、安吉丽娜、陳琳。 |
| 4    | 2016年8月1日  | 李己雨、Tanon、Nicolas、Michelle、Matheus、安吉丽娜、陳琳。 |
| 5    | 2016年8月8日  | 李己雨、Tanon、Nicolas、Michelle、Matheus、安吉丽娜、陳琳。 |
| 6    | 2016年8月15日 | 李己雨、Tanon、Nicolas、Michelle、Matheus、安吉丽娜、陳琳。 |
| 7    | 2016年8月22日 | 李己雨、Nicolas、Michelle、Matheus、安吉丽娜、陳琳、Up。    |
| 8    | 2016年8月29日 | 李己雨、Nicolas、Michelle、Matheus、安吉丽娜、陳琳、Up。    |
| 9    | 2016年9月6日  | 李己雨、Nicolas、Michelle、Matheus、安吉丽娜、陳琳、Up。    |
| 10   | 2016年9月13日 | 李己雨、Nicolas、Michelle、Matheus、安吉丽娜、陳琳、Up。    |
| 11   | 2016年9月20日 | 李己雨、Nicolas、Michelle、Matheus、安吉丽娜、陳琳、Up。    |
| 12   | 2016年9月27日 | 李己雨、Nicolas、Michelle、Matheus、安吉丽娜、陳琳、Up。    |